# غويليرمي أوليفيرا
غويليرمي أوليفيرا هو لاعب كرة قدم برتغالي في مركز حراسة المرمى، ولد في 12 أبريل 1995 في البرتغال. لعب مع سبورتينغ لشبونة ب.

## وصلات خارجية
- غويليرمي أوليفيرا على موقع قاعدة بيانات كرة القدم.إي يو (الإنجليزية)
- غويليرمي أوليفيرا على موقع Soccerway.com (الإنجليزية)